# Jean-Pierre Timbaud
Jean-Pierre Timbaud, né le 20 septembre 1904 au hameau Bossavy (commune de Payzac, en Dordogne) et mort fusillé le 22 octobre 1941 à Châteaubriant (Loire-Inférieure), est un fondeur et  syndicaliste français appartenant à la Confédération générale du travail.
Il est fusillé comme otage en représailles à l'attentat du 20 octobre 1941 contre le Feldkommandant Karl Hotz. 

## Biographie
Jean-Pierre Timbaud naît en Dordogne, département d'origine de sa mère. Embauché en 1920 à la fonderie Rudier, il est militant syndical et membre du Parti communiste français. Dans les années 1930, Jean-Pierre Timbaud devient secrétaire du syndicat des métallurgistes parisiens, affilié à la CGT. À ce titre, il lutte activement durant les grandes grèves des années qui précèdent le Front populaire, notamment chez Citroën et chez Renault. Une des rares interventions filmées (et sonores) de Jean-Pierre Timbaud figure dans le film Les Métallos (1938), commande du syndicat de la métallurgie : il tient un discours aux grévistes dans la cour d'une usine occupée.
Comme de nombreux communistes et syndicalistes parisiens, il est arrêté par la police de Pétain (le 18 octobre 1940). Il est emprisonné au camp d'internement administratif d'Aincourt (Seine-et-Oise), transféré à la centrale de Fontevraud puis à celle de Clairvaux et se trouvera en détention au camp de Choisel à Châteaubriant, le 14 mai 1941.
Le 20 octobre 1941, Karl Hotz, commandant des troupes d'occupation de Loire-Inférieure, est abattu à Nantes par un commando de l'Organisation spéciale (branche armée du PCF). En représailles, les Allemands décident de fusiller quarante-huit otages : vingt-sept prisonniers communistes du camp de Châteaubriant et vingt-et-un autres prisonniers pour faits de Résistance incarcérés à Nantes et à Paris.
L'après-midi du 22 octobre, les otages font preuve d'une grande dignité face à la mort. On raconte que Jean-Pierre Timbaud est mort en criant : « Vive le Parti communiste allemand ! ». Léon Blum, lors du procès de Riom, a dit qu'il chantait La Marseillaise.
Parmi les quarante-huit otages, se trouvaient aussi Guy Môquet, l'un des deux plus jeunes d'entre eux (il n'a que dix-sept ans et refuse que ses camarades intercèdent en sa faveur : « Je suis communiste autant que toi », déclare-t-il au médecin Maurice Ténine) et Charles Michels, qui, en 1936, avait été élu député communiste du 15e arrondissement de Paris.
Le 23 octobre, les vingt-sept victimes du camp de Châteaubriant sont enterrées par groupe de trois dans neuf cimetières des environs : Jean-Pierre Timbaud dans celui de Saint-Aubin-des-Châteaux, où il repose encore, sa famille n'ayant pas souhaité le transférer ailleurs après la Libération. En octobre 1941, l'instituteur de Saint-Aubin est René Guy Cadou, qui assiste au passage du camion funéraire, et écrira ensuite un poème célèbre sur cette fusillade.

## Documents

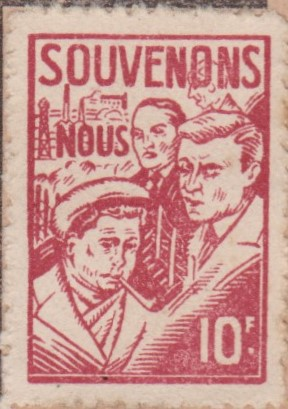
Jean-Pierre Timbaud (avec casquette), vignette éditée en 1947 par la Fédération des travailleurs de la métallurgie CGT.

### Lettre d'adieu à sa femme et à sa fille, quelques heures avant d'être fusillé
Lettre écrite par le fondeur Jean-Pierre Timbaud, ouvrier syndiqué et militant communiste qui ne fut quasiment pas scolarisé, à sa femme et à sa fille : 

« Le 22 octobre 1941

Mes deux grands amours c'est la dernière lettre que je vous écrit, je vait être fusillé dans quelque instant mais chéri ma main ne tremble pas je suis un honnette travailleur c'est vous deux qui êtes a plaindre il vous faudra surmonté se grand malheur soyez courageuses comme je le suis. Toute ma vie j'ai combattue pour une humanité meilleure j'ai le grandes confiance que vous verait realiser mon rêve ma mort aura servie a quelque choses. Mes dernière pensée serront tout d'abord à vous deux mes deux amours de ma vie et puis au grand ideau de ma vie. Au revoir mes deux chère amours de ma vie du courage vous me le juré vive la France vive le proletariat international.
Encore une fois tant que j ai la force de la faire des millions de baisers celui qui vous adore pour l’éternité. »

— Timbaud.
Cette lettre est présentée, en septembre 2017, avec celles d'autres fusillés, dans l'exposition  « La vie à en mourir », consacrée à leurs dernières lettres, au musée de la Résistance et de la Déportation de Limoges, en lien avec le musée de la Résistance nationale.

### L'éloge deLéon Blumlors duprocès de Riom
« Je ne crois pas que les dirigeants du Parti communiste eussent pour moi des sentiments de prédilection particulière. […] Cela dit, qu'il y ait eu entre eux et moi telles ou telles difficultés, cela n'a plus d'importance et pour ma part, je les efface entièrement de ma pensée. Je n'oublie pas qu'à l'heure où je parle l'Union soviétique est engagée dans la guerre, dans la même guerre que nous, il y a deux ans, contre les mêmes adversaires. Je n'oublie pas que, dans la zone occupée, le Parti communiste fournit sa large, sa très large part d'otages et de victimes. J'ai lu l'autre jour, dans une liste d'otages donnée par un journal, le nom du petit Timbaud. J'ai très bien connu le petit Timbaud : c'était un secrétaire de l'Union des syndicats métallurgiques de la région parisienne. Il était à la conversation du 15 mars. Je l'ai vu souvent et j'ai été bien souvent en bataille avec lui. Seulement, il a été fusillé et il est mort en chantant La Marseillaise, cette Marseillaise que, malgré tout, nous avions apprise aux ouvriers à chanter, peut-être pas La Marseillaise officielle, peut-être pas La Marseillaise des cortèges officiels et des quais de gare, mais La Marseillaise de Rouget de l'Isle et des volontaires de l'an II, La Marseillaise du groupe de Rude, La Marseillaise de Hugo « ailée et volant dans les balles ». C'est comme cela qu'est mort le petit Timbaud et que sont morts beaucoup d'autres. Par conséquent, pour ma part, en ce qui concerne le Parti communiste, je n'ajouterai rien. »

### Citations
« Il était une figure traditionnelle du prolétariat parisien [...]. Gavroche qui a grandi dans le travail et la conscience. Une sorte de force gaie. […] 
Le nom de Timbaud parmi ceux des otages de Châteaubriant devait être ma raison directe, ma raison individuelle d'accepter la tâche qui m'incombait. »

— Louis Aragon

« Un de ces militants qui souffrent d'avoir un article à écrire […] mais un agitateur né, une connaissance extraordinaire – jusque dans ses détails – du mouvement syndical. […] [Par son ultime cri] il renouait au plus fort du drame, la chaîne de fraternité entre les ouvriers des deux pays… celle forgée par l'ouvrier mineur Maurice Thorez et le docker Ernst Thälmann. »

— Fernand Grenier

« Timbaud a toujours fait montre d'une confiance d'une foi ardente dans les destinées de la classe ouvrière française et internationale. »

— Léon Mauvais

« Lancer fièrement à la face de ceux qui vont vous fusiller parce que vous êtes un communiste cette déclaration cinglante et pleine de certitudes en l'avenir : « Vive le Parti communiste allemand » n'est pas à la portée de tous. […] Jamais je n'ai entendu Timbaud se plaindre, rechigner, trouver qu'on lui demandait trop ardu.
Avec cela patient et tenace, acharné à faire triompher, à imposer en fin de compte ce qui n'était encore qu'un devenir incertain. »

— Benoît Frachon

## Hommages
Voies
- Une place de la commune de Payzac, où il est né, porte le nom de Jean-Pierre Timbaud, ainsi qu'une place de Montreuil et une place sur la commune de Douarnenez (Finistère) avec plaque commémorative[réf. nécessaire].
- Les villes suivantes : Arcueil (Val-de-Marne), Argenteuil, Bobigny, Boucau, Cappelle-la-Grande, Châtillon, Courbevoie, Drancy, Échirolles, Fontaine, Fontenay-sous-Bois, Gennevilliers[7], Goussainville (Eure-et-Loir) et Goussainville (Val-d'Oise), Guyancourt, Issy-les-Moulineaux, Laon, Le Blanc-Mesnil, Limay, Limoges, Maisons-Alfort (Val-De-Marne), Montigny-le-Bretonneux, Nouméa[réf. nécessaire], Paris, Persan (Val-d'Oise), Poissy, Rosny-sous-Bois, Saint-Germain-sur-Morin, Sartrouville, Seysses, Stains, Vigneux-sur-Seine, Villeneuve-le-Roi et Villerupt ont une rue Jean-Pierre-Timbaud.
- Une avenue porte son nom à Saint-Dizier, Trappes, Saint-Yrieix-la-Perche et Villepinte.
- Un quai porte son nom à Juvisy-sur-Orge.

Établissements

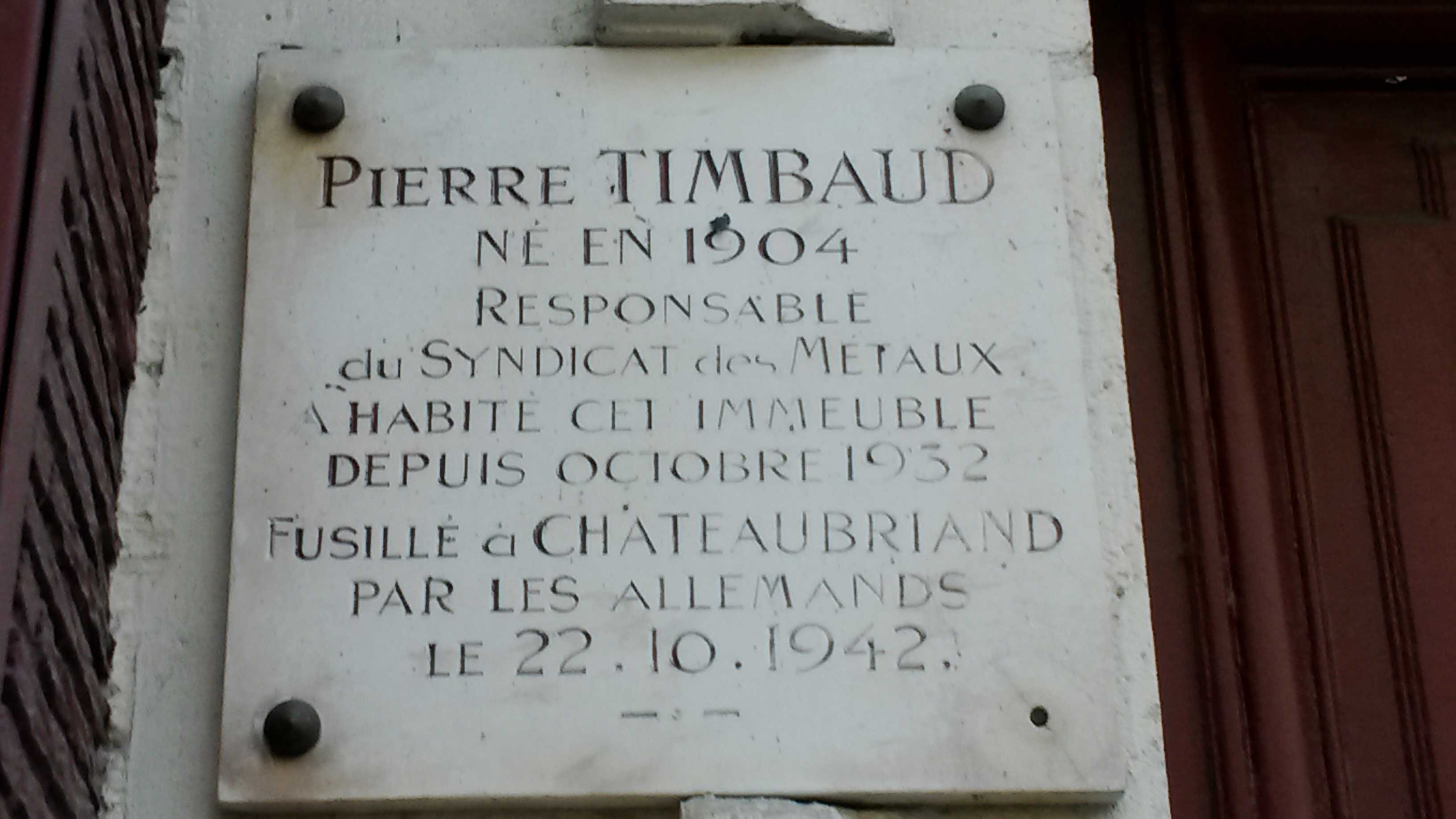
Plaque commémorative au 88 bis, rue Riquet, Paris, 18e.

- Des lycées portent son nom à Aubervilliers et Brétigny-sur-Orge.
- Un collège porte son nom à Bobigny
- Une école porte son nom dans la ville de Drancy.
- Un centre de rééducation professionnelle pour travailleurs handicapés porte son nom à Montreuil.
- Depuis le 26 mai 2007, son nom a été donné à l'école publique de Saint-Aubin-des-Châteaux, où repose Jean-Pierre Timbaud[8].
- Une salle de la Maison du Peuple (lieu de réunions) porte son nom à Poitiers.

Plaque
- Une plaque commémorative[9] est apposée à son dernier domicile, 88 bis, rue Riquet, dans le 18e arrondissement de Paris.

Musique
- Le rappeur Django, dans le titre Fléau de son album S/O le Flem, rend hommage à Jean-Pierre Timbaud[10] : « Je passerai devant le fusil, brave, comme Jean-Pierre Timbaud ».